# Martin MB-1
El Martin MB-1 fue un gran bombardero biplano estadounidense diseñado y construido por la Glenn L. Martin Company para el Servicio Aéreo del Ejército de los Estados Unidos en 1918. Fue el primer bombardero diseñado específicamente por los Estados Unidos. 
En 1921, Martin produjo su variante KG.1 del MB-1, de los que diez fueron comprados por la Armada estadounidense como bombarderos torpederos bajo la designación MBT. Tras la compra de los dos primeros, la designación fue cambiada a Martin MT.

## Diseño y desarrollo
En respuesta a un requerimiento del Servicio Aéreo por un bombardero que fuese superior al Handley Page O/400, Martin propuso el MB-1 y se le concedió un contrato inicial de producción por seis aviones. El MB-1 era un diseño biplano convencional con derivas y timones gemelos montados sobre el plano de cola y un tren de aterrizaje fijo de rueda de cola con unidades principales de cuatro ruedas. Propulsado por dos motores Liberty 12A de 298 kW (400 hp), tenía espacio para tres tripulantes en cabinas abiertas.

## Historia operacional
La entrega inicial al Servicio Aéreo se realizó en octubre de 1918, siendo el avión designado GMB por Bombardero Glenn Martin (Glenn Martin Bomber). Los cuatro primeros ejemplares producidos estaban configurados como aviones de observación, y los dos siguientes como bombarderos. Se produjeron otros cuatro antes de que el final de la Primera Guerra Mundial cancelara todos los contratos de guerra que quedaban. Cada uno de los tres últimos aviones fue configurado experimentalmente, con designaciones separadas: GMT (Glenn Martin Transcontinental), una versión de largo alcance (2400 km); GMC (Glenn Martin Cannon) con un cañón de 37 mm montado en el morro; y GMP (Glenn Martin Passenger) como un transporte cerrado para diez pasajeros. El GMP fue redesignado más tarde como T-1. Seis aviones supervivientes fueron modificados más tarde y usados por el Servicio Postal de los Estados Unidos como transportes de correo. El diseño fue la base del Martin MB-2, que tenía una mayor capacidad de carga, pero era más lento y menos maniobrable. 
Diez aviones fueron usados por la Armada estadounidense desde 1922 bajo las designaciones MBT y MT, y fueron usados como bombarderos torpederos, dos por la Armada y ocho por el Escuadrón VF-2M del Cuerpo de Marines. El 5 de octubre de 1923, el Cuerpo de Marines inscribió un MT, número de serie A-5720, en las Carreras Aéreas Nacionales en San Luis (Misuri). El avión compitió con el número de carreras 58, acabando tercero en el circuito de 300 km.
Fueron usados en la Guerras del Carbón de Virginia Occidental, notablemente en la batalla de Blair Mountain, enviados como observadores aéreos por el presidente Warren Harding. Un avión se perdió, estrellándose en el vuelo de regreso, con la pérdida de tres tripulantes.

## Variantes
MB-1
Designación de la compañía y original militar.
GMB
 Glenn Martin Bomber. Designación del Servicio Aéreo para los aviones MB-1.
GMT 
Glenn Martin Transcontinental. Designación de un avión con depósitos de combustible de largo alcance.
GMC
 Glenn Martin Cannon. Designación para un avión equipado con cañón.
GMP
 Glenn Martin Passenger. Designación para una variante de diez pasajeros, más tarde redesignada T-1.
MBT
 Martin Bomber-Torpedo. Variante bombardero-torpedero de la Armada/Cuerpo de Marines estadounidenses, dos construidos.
MT
 Martin Torpedo. Versión de la Armada/Cuerpo de Marines estadounidenses con un fuselaje de MB-1 y alas de MB-2, ocho construidos, más tarde designados TM-1.
T-1
Redesignación del GMP.
TM-1
Redesignación de los MT.

## Operadores
Estados Unidos
- Servicio Aéreo del Ejército de los Estados Unidos
- Armada de los Estados Unidos
- Cuerpo de Marines de los Estados Unidos
- Servicio Postal de los Estados Unidos

## Especificaciones
Referencia datos: United States Military Aircraft since 1909

### Características generales
- Tripulación: Tres (piloto, bombardero, artillero)
- Longitud: 13,7 m (44,8 ft)
- Envergadura: 21,8 m (71,4 ft)
- Altura: 4,5 m (14,6 ft)
- Superficie alar: 99,4 m² (1070 ft²)
- Peso vacío: 3040 kg (6700,2 lb)
- Peso cargado: 4638 kg (10 222,2 lb)
- Planta motriz: 2× motor lineal V-12 refrigerado por agua Liberty 12-A.
  - Potencia: 298 kW (411 HP; 405 CV) cada uno.

### Rendimiento
- Velocidad máxima operativa (Vno): 169 km/h (105 MPH; 91 kt)
- Velocidad crucero (Vc): 148 km/h (92 MPH; 80 kt)
- Alcance: 628 km (339 nmi; 390 mi)
- Techo de vuelo: 3100 m (10 171 ft)
- Régimen de ascenso: 3,2 m/s (630 ft/min)

### Armamento
- Ametralladoras: 

  - 5x Lewis de 7, 62 mm
- Bombas: 

  - Hasta 471,74 kg

## Aeronaves relacionadas

### Desarrollos relacionados
- Martin MB-2

### Secuencias de designación
- Secuencia T_M (Torpederos de la Armada estadounidense, 1922-1935 (Martin, 1922-1962)): TM - T2M - T3M - T4M →
- Secuencia T-_ (Transporte del USAAS, 1919-1924): T-1 - T-2 - T-3